# Geophysical Research Letters
Geophysical Research Letters é uma revista científica da American Geophysical Union, criada em 1974. A revista publica apenas pesquisas pesquisas curtas (3-5 páginas), relacionadas com geofísica.